# Cục Điều tiết điện lực (Việt Nam)
Cục Điều tiết điện lực (tiếng Anh: Electricity Regulatory Authority of Vietnam, viết tắt là ERAV) là cơ quan trực thuộc Bộ Công Thương, thực hiện chức năng tham mưu, giúp Bộ trưởng Bộ Công Thương quản lý nhà nước và tổ chức thực thi pháp luật đối với lĩnh vực điều tiết hoạt động điện lực; tổ chức thực hiện nhiệm vụ điều tiết hoạt động điện lực; tổ chức thực hiện nhiệm vụ điều tiết hoạt động điện lực nhằm cung cấp điện an toàn, ổn định, chất lượng, sử dụng điện tiết kiệm, có hiệu quả và đảm bảo công bằng, minh bạch; tổ chức, quản lý hoạt động sự nghiệp dịch vụ công thuộc lĩnh vực, phạm vi quản lý theo đúng đúng quy định của pháp luật và phân cấp ủy quyền của Bộ trưởng.
Cục Điều tiết điện lực thành lập ngày 19/10/2005, theo Quyết định số 258/2005/QĐ-TTG ngày 19/10/2005 của Thủ tướng Chính phủ.
Chức năng, nhiệm vụ, quyền hạn và cơ cấu tổ chức của Cục Điện lực và Năng lượng tái tạo được quy định tại Quyết định 3771/QĐ-BCT ngày 2/10/2017 của Bộ Công Thương.

## Nhiệm vụ và quyền hạn
Theo Điều 2, Quyết định 3771/QĐ-BCT ngày 2/10/2017 của Bộ Công Thương, Cục Điều tiết điện lực có các nhiệm vụ, quyền hạn chính:
- Trình Bộ trưởng Bộ Công Thương phê duyệt hoặc ban hành hoặc để trình Thủ tướng Chính phủ, Chính phủ phê duyệt hoặc ban hành các quy định, chương trình, lộ trình, đề án, chủ trương, cơ chế thuộc phạm vi quản lý của Cục.
- Thực hiện các nhiệm vụ về điều tiết hoạt động điện lực và thị trường điện lực (gồm 14 mục).
- Tham gia xây dựng quy hoạch phát triển điện lực quốc gia.
- Hợp tác quốc tế trong lĩnh vực điều tiết điện lực và phát triển thị trường điện lực, các hoạt động liên quan tới liên kết lưới điện khu vực và phát triển thị trường điện lực các nước tiểu vùng sông Mê Kông (Greater Mekong Subregion - GMS) và ASEAN.
- Quản lý, tổ chức triển khai thực hiện các dự án tài trợ, hỗ trợ từ các tổ chức tài chính quốc tế, các dự án hợp tác với chính phủ nước ngoài, các tổ chức phi chính phủ trong lĩnh vực điều tiết điện lực và phát triển thị trường điện theo quy định của pháp luật.
- Thực hiện các nhiệm vụ, quyền hạn khác do Bộ trưởng Bộ Công Thương giao và theo quy định của pháp luật.

## Lãnh đạo Cục[4]
- Cục trưởng: Trần Việt Hòa[5]
- Phó Cục trưởng:

1. Phạm Quang Huy[6]
2. Trần Tuệ Quang[7]

## Cơ cấu tổ chức
(Theo Điều 3, Quyết định 3771/QĐ-BCT ngày 2/10/2017 của Bộ Công Thương)

### Các phòng giúp việc Cục trưởng
- Văn phòng Cục
- Phòng Cấp phép và Quan hệ công chúng
- Phòng Giá điện và Phí
- Phòng Pháp chế
- Phòng Hệ thống điện
- Phòng Thị trường điện

### Đơn vị sự nghiệp trực thuộc
- Trung tâm Nghiên cứu phát triển thị trường điện lực và đào tạo